# Autrey-lès-Cerre
Autrey-lès-Cerre är en kommun i departementet Haute-Saône i regionen Bourgogne-Franche-Comté i östra Frankrike. Kommunen ligger i kantonen Noroy-le-Bourg som tillhör arrondissementet Vesoul. År 2022 hade Autrey-lès-Cerre 240 invånare.

## Befolkningsutveckling
Antalet invånare i kommunen Autrey-lès-Cerre
| Referens: INSEE |